# Pedro Orseolo
Pedro Orseolo o Pedro Urséolo († 987), fue dux de Venecia (976-978). Abdicó y se dedicó a la vida religiosa. Fue canonizado por la Iglesia católica en 1731. En 1733 el bibliotecario veneciano Giuseppe Bettinelli, publicó una edición de su biografía, escrita por el monje Fulgenzio Manfredi en 1606.

## Biografía
Nació cerca de Údine en una de las familias más poderosas de la República de Venecia, los Orseolo, descendientes de Teodato Ipato y Orso Ipato. A los 20 años fue nombrado comandante de la flota veneciana. Prestó servicios distinguidos como soldado, dirigiendo campañas exitosas contra los piratas dálmatas.
En 976, el anterior dogo, Pedro IV Candiano resultó asesinado en una revuelta. Según el cardenal Pedro Damián, Pedro Orseolo tomó parte en la conspiración, pero esto no ha sido verificado. Luego fue elegido su sucesor, y se casó con Felicia Malpiero.
Como dogo, demostró un gran talento para restaurar el orden en Venecia, y una gran generosidad en el trato de la viuda de su predecesor. Construyó hospitales y ayudó a viudas, huérfanos y peregrinos. Reconstruyó a sus expensas el palacio del dogo y la capilla ducal (hoy Basílica de San Marcos), que habían sido quemadas durante la revuelta.
El 1 de septiembre de 978 desapareció sin dejar rastro. Con un nombre falso, se refugió en el Monasterio benedictino de San Miguel de Cuixá en el Rosellón pasando el resto de su vida entregado a la expiación, la penitencia y la oración. Su mujer le dejó marchar comprendiendo y aceptando la voluntad de su esposo.
Pedro Orseolo llevó allí una vida de gran ascetismo, y su único contacto con Venecia fue instruir a su hijo, Ottone Orseolo, que luego se convertiría en dogo, en 1008. Tras pasar varios años en el monasterio, pasó a la rama camaldulense de los benedictinos, y finalmente se convirtió en ermitaño, los últimos siete años de su vida. Murió en 987 y fue enterrado en la iglesia de Prades.

## Santificación
En 1027 Pedro Orseolo fue proclamado beato por la Iglesia católica y su cuerpo fue inhumado en la Iglesia de Cuxà. En 1731 fue canonizado por la Iglesia y Venecia reclamó tener una reliquia del nuevo santo: se le concedieron 3 pedazos de la pierna derecha hacia el año de 1732. El 7 de enero de 1733, las reliquias fueron depositadas en la Basílica de San Marcos, en una urna de plata.
Su fiesta (local) se celebra el 10 de enero.